# Voiceless Mass
Voiceless Mass est une œuvre de Raven Chacon pour orgue et ensemble créée en 2021, récompensée par le prix Pulitzer de musique en 2022. 

## Présentation
Voiceless Mass est une œuvre du compositeur autochtone américain Raven Chacon, commande de Present Music (en) conçue durant le premier confinement de 2020 aux États-Unis,.
La partition est écrite pour orgue et ensemble, constitué d'une flûte, une clarinette, une clarinette basse, deux percussionnistes, cordes et sons purs.
L’œuvre est composée pour l'orgue Nichols & Simpson de la cathédrale Saint-Jean-l'Évangéliste (en) de Milwaukee (Wisconsin), où elle est créée le 21 novembre 2021,.  
Voiceless Mass est récompensée en 2022 par le prix Pulitzer de musique,.

## Réception et analyse
La pièce est d'une durée d'exécution d'environ 16 minutes.
Voiceless Mass, évocatrice pour le compositeur des « espaces dans lesquels nous nous réunissons, de l'histoire de l'accès à ces espaces et de la terre sur laquelle se trouvent ces bâtiments », est saluée par le jury du prix Pulitzer, qui la qualifie d'« œuvre originale et fascinante pour orgue et ensemble qui évoque le poids de l’histoire dans un décor d’église, une expression musicale concentrée et puissante avec un impact viscéral obsédant »,,. 